# Cosmos Music Group
La Cosmos Music (precedente nata come Bonnier Amigo Music Group (BAMG)) è un'etichetta discografica indipendente con sede a Stoccolma in Svezia.

## Biografia
La Bonnier Amigo Music Group nasce nel 2001, quando la compagnia di distribuzione Amigo Musik si fonde con la società della Bonnier Music. BAMG sostiene di essere la più grande società discografica indipendente in Scandinavia. Ha firmato contratti con cantanti quali Helena Paparizou, Sunrise Avenue, Madcon, Amy Diamond e Sofia Karlsson. È stata inoltre il rappresentante scandinavo di alcune delle più importanti società discografiche indipendenti in Europa, tra cui ACT, Dramatico, Cooking Vinyl, Cooperative Music, Epitaph Records, Roadrunner Records and MNW Music.
Nel 2009, Fredik Ekander, Cai Leitner, Kent Isaacs e Christian Drougge acquistano la Bonnier Amigo dalla Bonnier Group e successivamente la rinominano nell'attuale Cosmos Music. Cosmos Studios è affiliata alla Cosmos Music e totalmente gestita da Kent Isaacs.

## Artisti sotto contratto
- Alton
- Amy Diamond
- Bendik
- Cir.Cuz
- Familjen
- Frida Sundemo
- Gundelach
- Hanna Järver
- Helena Paparizou
- HNNY
- JLT (John Lindberg Trio)
- Kill FM
- Little Children (musician)|Little Children
- Madcon
- Magnus Carlsson
- Matti Bye
- Naomi Pilgrim
- Newtimers
- Oddjob
- Say Lou Lou
- Sofia Karlsson
- Sunrise Avenue